# هارا كيري

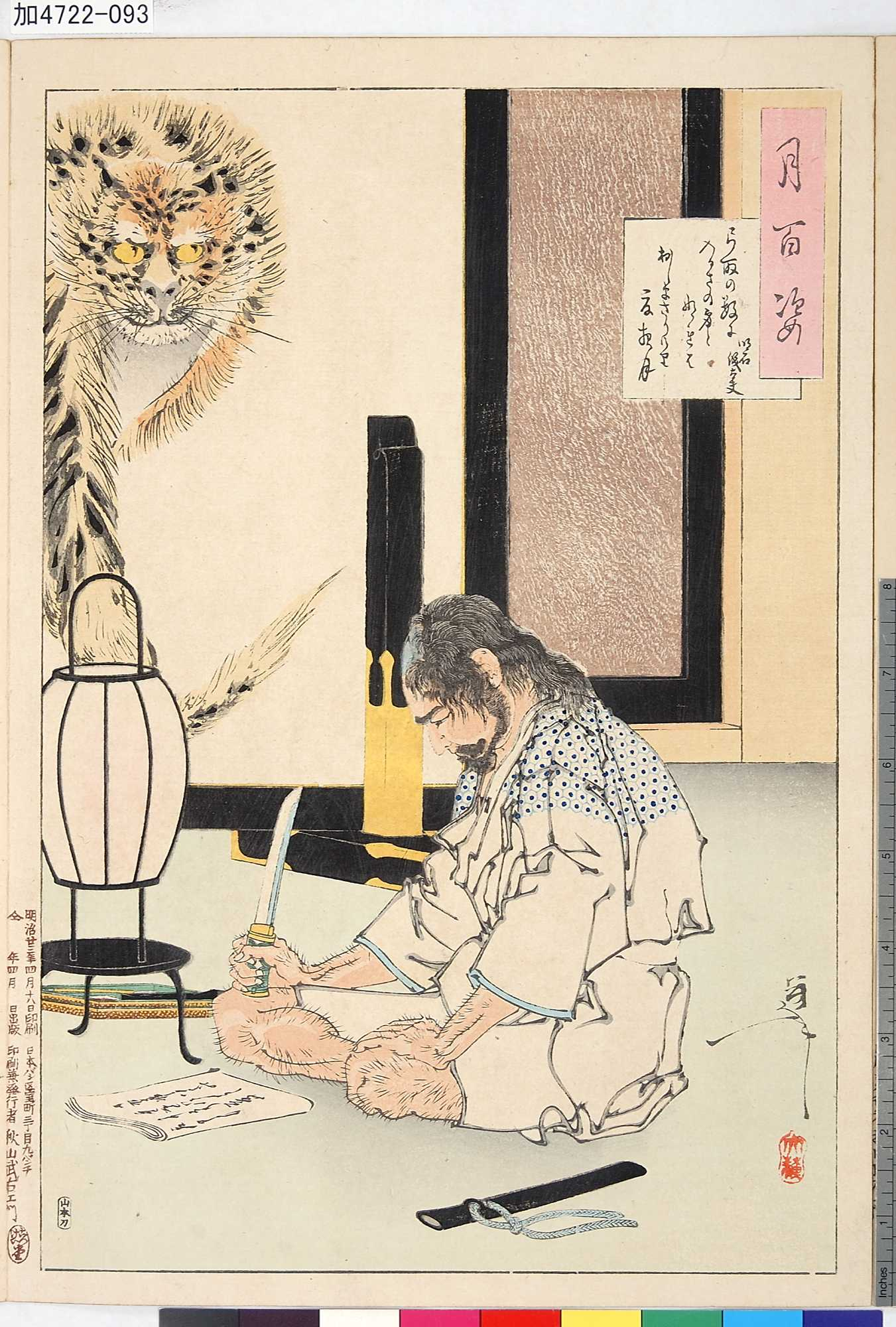
الوصية الأخيرة قبل الهارا كيري

هارا كيري (باليابانية: 腹切り) وتعرف كذلك بالسيبوكو (切腹) (الترجمة الحرفية هي قطع الأحشاء). هذا الفعل كان معروفًا بين مقاتلي الساموراي الذين يؤمنون بضوابط قانون البوشيدو، وكانوا يلجئون له لتفادي الوقوع في أيدي العدو أو لمسح عار الهزيمة. وكان قيام الساموراي بهذا العمل يعد تكفيرًا عن خطئه ودليلًا عن النبل والطاعة. في كثير من الأحيان كان الساموراي يعين أحد المقربين له ليقطع رأسه بضربة سيف بعد أن يبقر بطنه بنفسه.

## الطقوس

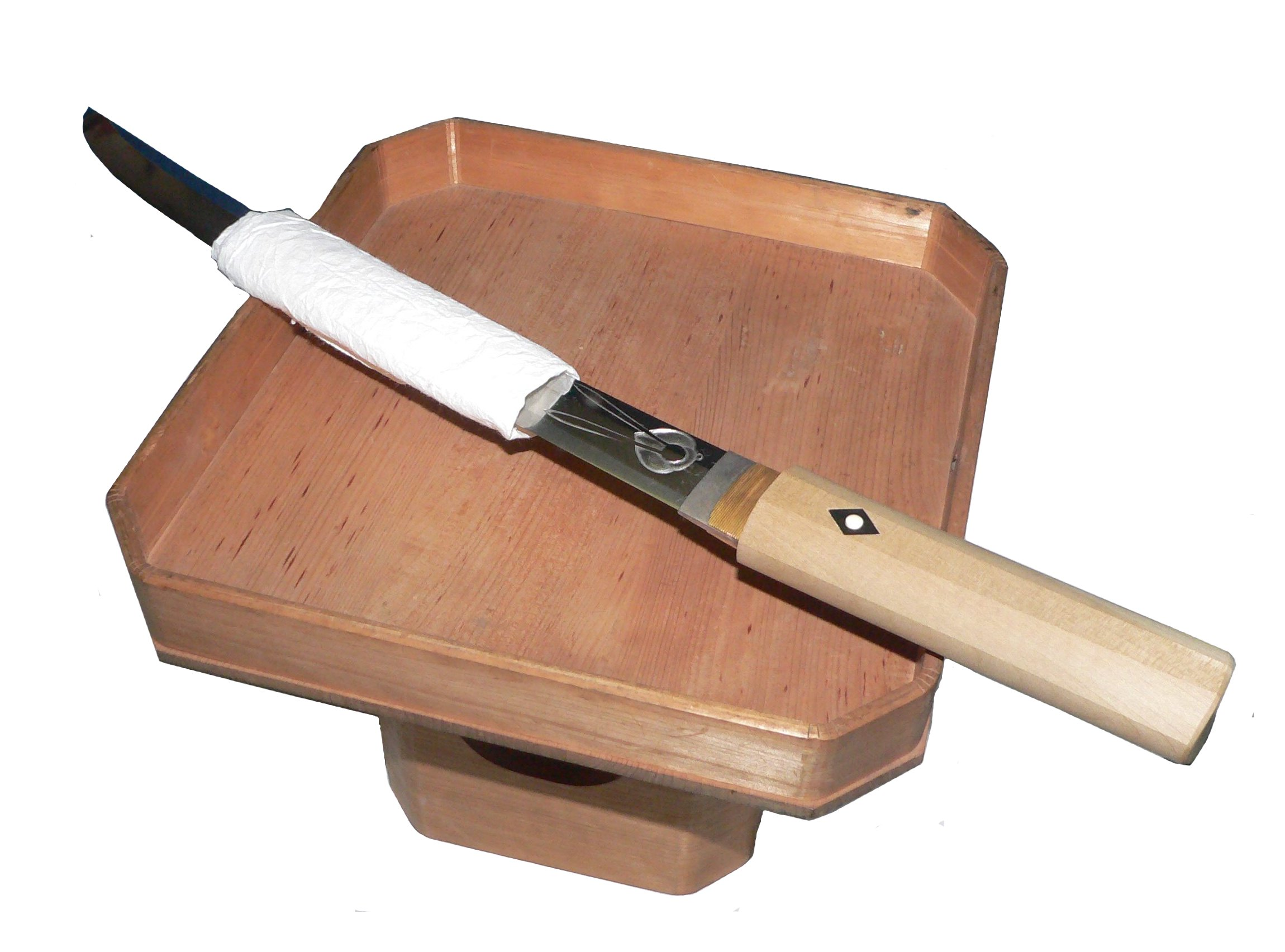
السيف الذي يستخدم في الهاراكيري

إن طقوس إجراء الهاراكيري هي طقوس محددة، وكان بعضها يجري أمام العامة إن كانت مخططة من قبل، أي غير تلك التي تجري في ساحة الحرب.
قبل الهاراكيري يقوم الساموراي بالاغتسال ولبس لباس أبيض ويطعم ما يحب من طعام. وعندما ينتهي من الأكل يوضع سيفه أمامه على طبق الأكل. عادة ما يحضر المحارب نفسه للموت بكتابة مقطوعة شعرية. بوجود مساعده بجانبه يقوم الساموراي بفتح لباسه (كيمونو) ويأخذ السيف ويغرسه في بطنه محركا إياه من اليسار إلى اليمين. بعد ذلك يقوم شخص يدعى «الكايشاكونين» بضرب عنق الساموراي الذي أجرى الهاراكيري بسيف بحيث يفصل يقطع عنقه مبقيا على رأسه متصلا بجسده بجزء صغير من اللحم، هذا يتطلب حرفية عالية بحيث لا يستطيع أي محارب القيام به إلا بعد الكثير من التدريب، وتدعى هذه العملية «داكيكوبي».
يقول ياماموتو تسونه-تومو في كتاب هاغاكوري:
| هارا كيري | منذ عهود اعتبر من سوء الفأل أن يطلب من الساموراي إجراء "الكايشاكو". لأنه إن نجح فلن يحصل على أي مجد، وإن فشل فسيلحقه العار طول عمره. | هارا كيري |